# 近畿大学
近畿大学（日语：近畿大学）是本部位于日本大阪府东大阪市的一所私立大学，创建于1934年，简称“近大”或“近畿大”。

## 排名
- 萊頓大學世界大學論文引用排名（CWTS）：日本第19名（2014年）[1]
- QS世界大学排名2024：世界第1201~1400名[2]
- 软科世界大学学术排名2023：世界第701~800名[3]

## 历史
- 1925年，日本大学大阪专门学校建立。
- 1943年，大阪理工科大学建立。两所学校是近畿大学的前身。
- 2016年，校方成立國際外語學系招收國際學生，將並原本的英文校名Kinki University，改為Kindai University。

## 軼事
近畿大学的英文校名原為 Kinki University，但「Kinki」在英文中與「Kinky」發音相近，導致許多外國人誤會，有留學生訴苦，在國外介紹母校時，通常都讓人感到很驚訝，因此有些學生留學時，不敢講出母校名稱。2016年4月，近畿大學新設國際學部，並將英文校名 Kinki University 改為 Kindai University。

## 学校院系

### 学部

#### 东大阪本部
- 法学部：法律学科、政策法学科。
- 经济学部：经济学科、国际经济学科、综合经济政策学科。
- 经营学部：经营学科、商学科、会计学科、职业商务管理学科。
- 文艺学部：文学课、艺术学科、文化历史学科、英语多文化学科。
- 综合社会学部：综合社会学科。
- 理工学部：理学科、生命科学科、应用化学科、机械工学科、电气电子工学科、情报学科、社会环境工学科、建筑学科。
- 建筑学部：建筑学科。
- 药学部：医疗药学科、创药科学科。
- 情报学部：情报学科

#### 奈良县
- 農学部：农业生产科学科、水产学科、应用生命化学科、食品营养学科、环境管理学科。

#### 大阪狭山
- 医学部：医学科。

#### 和歌山市
- 生物理工学部：生物工学科、食品安全工学科、生命科学科、人间工学科、医用工学科。

#### 广岛县
- 工学部：生物化学工学科、机械工学科、智能机械工学科、电子情报工学科、情报侦察工学科、建筑学科。

#### 福冈县
- 产业理工学部：生物环境化学科、电气通信工学科、建筑美术学科、情报学科、经营学科。

### 学院

#### 东大阪本部
- 法学研究科：法律学专攻。
- 商学研究科：商学专攻。
- 经济学研究科：经济学专攻。
- 文艺学研究科：日本文学专攻、英美文学专攻、国际文化专攻。
- 综合理工学研究科：理学专攻、物质系工学专攻、环境系工学专攻。
- 药学研究科：药学专攻。

##### 专门职大学院
- 法务研究科：法务专攻。

#### 奈良县
- 农学研究科：农业生产科学专攻、水产学专攻、应用生命化学专攻、环境管理学专攻。

#### 大阪狭山
- 医学研究科：生理学系专攻、病理学系专攻、社会医学系专攻、内科学系专攻、外科学系专攻。

#### 和歌山市
- 生物理工学研究科：生物工学专攻、电子情报工学专攻、机械制造工学专攻。

#### 福冈县
- 产业技术研究科：物质工学专攻、电子情报工学专攻、造型学专攻、经营工学专攻。

### 附属机构
- 研究所：水产研究所、附属农场、原子力研究所、分子工学研究所、理工学综合研究所、产业法律情报研究所、人权问题研究所、国际人文科学研究所、民俗学研究所、药学综合研究所、日本文化研究所、资源再生研究所、先端技术综合研究所、次世代基盤技术研究所、东洋医学研究所、腫瘍免疫等研究所。

- 图书馆：中央图书馆、农学部图书馆、医学部图书馆、生物理工学部图书馆、工学部图书馆、产业理工学部图书馆。

- 附属医院：大阪府大阪狭山市附属医院、大阪府堺市堺病院、奈良县奈良病院、大阪府泉佐野市关西国际医院、大阪府大阪市日本桥诊疗所。

## 建筑
- 近畿大学本部：大阪府东大阪市小若江。
- 农学部：奈良县奈良市中町。
- 医学部：大阪府大阪狭山市大野东。
- 生物理工学部：和歌山县紀之川市西三谷。
- 工学部：广岛县東广岛市。
- 产业理工学部：福冈县饭冢市。

## 对外交流
- 中华人民共和国：
  - 北京大学
  - 西安理工大学
  - 中国药科大学
  - 南京林业大学
  - 上海财经大学
  - 沈阳药科大学
  - 大连理工大学

- 中華民國：
  - 國立臺灣大學
  - 國立臺北大學
  - 國立虎尾科技大學
  - 逢甲大學
  - 國立中央大學
  - 中原大學
  - 南華大學
  - 東吳大學
  - 長榮大學

- ：
  - 慶熙大學
  - 湖南大学校工科大学
  - 全南大学校